# Garnisonssjukhuset i Sollefteå
Garnisonssjukhuset i Sollefteå var ett militärsjukhus inom svenska armén som verkade i olika former åren 1902–1961. Sjukhuset var beläget i Hågestaområdet i Sollefteå garnison, Sollefteå.

## Historik
Garnisonssjukhuset i Sollefteå byggdes 1902 och kallades Militärsjukhuset i Sollefteå. År 1923 kom sjukhuset även vårda civila patienter. År 1937 namnändrades sjukhuset till Garnisonssjukhuset i Sollefteå. Garnisonssjukhuset avvecklades den 30 september 1961, dock kom sjukhuset att drivas vidare i Västernorrlands läns landsting regi under oktober månad. Det på grund av att det nya länslasarettet i Sollefteå ej var färdigställt. Den fastighet som garnisonssjukhuset verkade i kom senare att byggas om till en kasern och inlemmades i Västernorrlands regementes kasernområde som D-kasernen (kasern 32). Under 1980-90 talet så var Livkompaniet (Ånge kompani) förlagt i byggnaden. Livkompaniet var det kompani som utbildade värnpliktiga befälselever. Under samma period var även den idrottspluton som utbildades vid regementet förlagd i samma byggnad. 
Efter att regementet upplöstes och avvecklades, stod den tom fram till 2016, då Migrationsverket hyrde kasernen av Vasallen för att kunna ta emot 150 personer.

## Chefsläkare
- 1902–1927: ???
- 1937–1961: Folke Möller [5]

## Namn, beteckning och förläggningsort
| Militärsjukhuset i Sollefteå   | 1902-??-?? | – | 1936-12-31 |
| Garnisonssjukhuset i Sollefteå | 1937-01-01 | – | 1961-09-30 |

| GSSoll | 1937-01-01 | – | 1961-09-30 |

| Sollefteå garnison (F) | 1902-??-?? | – | 1961-09-30 |